# إيثان أمباديو
ايثان امباديو (بالإنجليزية: Ethan Ampadu) (14 سبتمبر 2000 المملكة المتحدة - ) هو لاعب كرة قدم بريطاني، يلعب كلاعب وسط.

## مسيرته الكروية
لعب إيثان أمباديو خلال مسيرته الاحترافية مع 3 أندية في أربعة مواسم ولم يسجل خلالها أي هدف ضمن 12 مباراة. حيث فاز في موسم واحد بالكأس ولم يفز بأي دوري.
خاض إيثان أمباديو مسيرته مع نادي إكزتر سيتي في موسم 2016–17 لمدة موسم واحد، مشاركًا في 8 مباريات ولم يسجل أي هدف. ثم انتقل إلى نادي تشيلسي في موسم 2017–18 ولمدة موسمين، حيث شارك في مباراة ولم يسجل أي هدف أيضًا. لينتقل بعدها إلى نادي آر بي لايبزيغ في موسم 2019–20 لمدة موسم واحد، مشاركًا في 3 مباريات ولم يسجل أي هدف أيضًا.

## وصلات خارجية
إيثان أمباديو على موقع الاتحاد الدولي (مؤرشف)  (الإنجليزية)
- إيثان أمباديو على موقع الاتحاد الأوربي (الإنجليزية)
- إيثان أمباديو على موقع قاعدة بيانات كرة القدم.إي يو (الإنجليزية)
- إيثان أمباديو على موقع ليكيب (الفرنسية)
- إيثان أمباديو على موقع ناشيونال فوتبول تيمز (الإنجليزية)
- إيثان أمباديو على موقع Soccerbase.com (لاعب) (الإنجليزية)
- إيثان أمباديو على موقع Soccerway.com (الإنجليزية)
- إيثان أمباديو على موقع عالم كرة القدم.نت (الإنجليزية)
- إيثان أمباديو على موقع AS.com (الإسبانية)